# غيليس دوبيه
غيليس دوبيه هو لاعب هوكي الجليد كندي، ولد في 2 يونيو 1927 في شيربروك في كندا، وتوفي بنفس المكان في 29 سبتمبر 2016.

## وصلات خارجية
- غيليس دوبيه على موقع دوري الهوكي الوطني (الإنجليزية)
- غيليس دوبيه على موقع قاعة مشاهير الهوكي (لاعب أن.إتش.أل) (الإنجليزية)
- غيليس دوبيه على موقع EliteProspects.com (الإنجليزية)
- غيليس دوبيه على موقع HockeyDB.com (الإنجليزية)
- غيليس دوبيه على موقع Hockey-Reference.com (الإنجليزية)